# Det börjar verka kärlek, banne mej
Det börjar verka kärlek, banne mej, skriven av Peter Himmelstrand, är sången som Claes-Göran Hederström sjöng då han vann Melodifestivalen 1968. Sången kom på femte plats i Eurovision Song Contest 1968, med Mats Olsson som dirigent. Bidraget fick som mest sex röster från Norge och låg som bäst på fjärde plats efter fjortonde röstomgången.
Melodin låg på Svensktoppen i fem veckor under perioden 14 april-19 maj 1968. Den toppade listan de två första veckorna .
Claes-Göran Hederström framförde låten i pausen samband med svenska Melodifestivalen 2010.

## Coverversioner
- 1978 spelade Totte Wallin in låten på sin skiva Enköpingståge'.
- Den svenska hårdrocksgruppen "Black Ingvars" spelade in en cover på "Det börjar verka kärlek banne mig" på sitt studioalbum "Schlager Metal" från 1998 [2].
- I Dansbandskampen 2008 framfördes låten av Scotts. Den togs även med på Scotts album På vårt sätt 2008.[3]
- I Idol 2008 framfördes låten av Lars Eriksson.
- 2009 spelade gruppen The Strings in en musikvideo av låten.
- Sången har också framförts av Linda Bengtzing och Glenn Hysén i TV-programmet Rampfeber.

## Listplaceringar
| Lista (1968) | Placering        |
| ------------ | ---------------- |
| Finland      | 14               |
| Norge        | 2                |
| Sverige      | 1 (Kvällstoppen) |